# Касевич Степан Данилович
Касевич Степан Данилович — український живописець.
Народився 13 березня 1946 р. у с. Тиманівка Тульчинського р-ну Вінницької обл. У 1974 р. закінчив 1974 р. Одеський державний педагогічний інститут ім. К. Д. Ушинського, художньо-графічний факультет.
Працював у станковому живописі переважно у жанрах натюрморту та пейзажу. Основні роботи «Рідна сторона», «Перші квіти», «Неділя», «Червень», «Відгриміли бої», «Зима на Поділлі», « А солдат спить вічним сном», «Осінь в Шумиловому», «Пізня осінь» (2006), «Осіння мелодія» (2010). Твори зберігаються у Міністерстві культури України, вітчизняних та зарубіжних приватних колекціях.
Був учасником обласних та всеукраїнських художніх виставок. Член Національної спілки художників України з 1998 р.
- Літературно-мистецька премія «Кришталева вишня» (2022)[1]

Помер 28 вересня 2021 р. у Бершаді на Вінниччині.[джерело?]